# Segon Govern de Pedro Sánchez
El Segon Govern de Pedro Sánchez és el Consell de Ministres format el 13 de gener del 2020 i presidit per Pedro Sánchez, després de l'acord amb Unides Podem i del Pacte dels Sis. Correspon a la XIV Legislatura Espanyola i és el primer govern de coalició des de la Segona República. El formen membres del Partit Socialista Obrer Espanyol (PSOE) i d'Unides Podem, així com independents proposats per ambdós partits, tot sumant 22 ministres.
Després dels mals resultats del Partit Socialista Obrer Espanyol (PSOE) a Eleccions a l'Assemblea de Madrid de 2021, amb la incontestable victòria de la popular Isabel Díaz Ayuso i en les què el seu partit va quedar tercer per darrere de Més Madrid, i davant el creixement del Partit Popular a les enquestes, el 12 de juliol de 2021 el president del Govern Pedro Sánchez va remodelar profundament el seu executiu.
Al llarg de la legislatura s'indultaren els presos polítics condemnats en el judici al procés independentista català, que sortiren en llibertat el 23 de juny de 2023, i sorgiren una sèrie de discrepàncies al si del govern de coalició entre el Partit Socialista Obrer Espanyol i Unides Podem pel que fa a qüestions com la monarquia, la invasió russa d'Ucraïna del 2022 o pel canvi de posició oficial respecte al conflicte del Sàhara Occidental.

## Composició

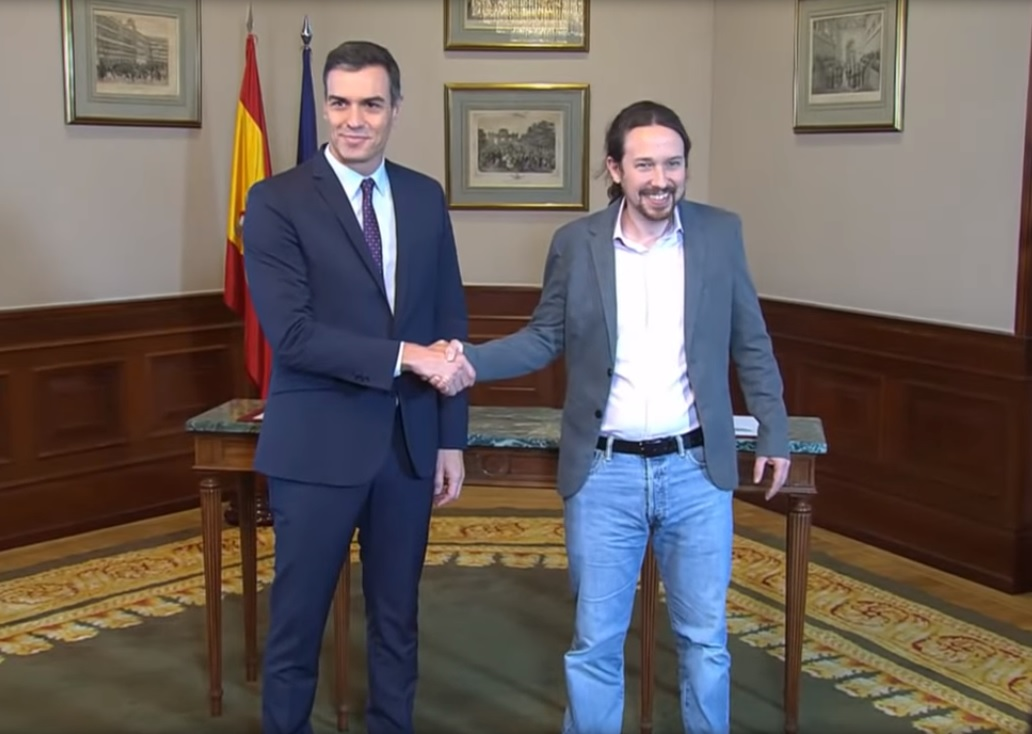
Pablo Iglesias i el president Pedro Sánchez en la presentació de l'acord de govern de coalició entre Unides Podem i PSOE, el 12 de novembre del 2019

| ← Segon Govern de Pedro Sánchez → (13 de gener de 2020-21 novembre 2023)       |                                                                          |                                                                          |                                  |
| Partit polític                                                                 |                                                                          | Partit Socialista Obrer Espanyol                                         | Partit Socialista Obrer Espanyol |
| Partit polític                                                                 | Partit dels Socialistes de Catalunya                                     |                                                                          |                                  |
| Partit polític                                                                 | Podem                                                                    |                                                                          |                                  |
| Partit polític                                                                 | Esquerra Unida/Partit Comunista d'Espanya                                |                                                                          |                                  |
| Partit polític                                                                 | Independent                                                              |                                                                          |                                  |
| Presidència                                                                    |                                                                          |                                                                          |                                  |
| President del Govern                                                           |                                                                          | Pedro Sánchez Pérez-Castejón 8 de gener de 2020 -                        |                                  |
| Vicepresidències                                                               |                                                                          |                                                                          |                                  |
| Càrrec                                                                         | Titular                                                                  | Titular                                                                  | Titular                          |
| Vicepresidència primera                                                        |                                                                          | María del Carmen Calvo Poyato 13 de gener de 2020 - 12 de juliol de 2021 |                                  |
| Vicepresidència primera                                                        | Nadia María Calviño Santamaría 12 de juliol de 2021-                     |                                                                          |                                  |
| Vicepresidència segona                                                         |                                                                          | Pablo Iglesias Turrión 13 de gener de 2020 - 31 de març de 2021          |                                  |
| Vicepresidència segona                                                         | Nadia María Calviño Santamaría 31 de març de 2021 - 12 de juliol de 2021 |                                                                          |                                  |
| Vicepresidència segona                                                         | Yolanda Díaz Pérez 12 de juliol de 2021 -                                |                                                                          |                                  |
| Vicepresidència tercera                                                        |                                                                          | Nadia María Calviño Santamaría 13 de gener de 2020 - 31 de març de 2021  |                                  |
| Vicepresidència tercera                                                        | Yolanda Díaz Pérez 31 de març de 2021 - 12 de juliol de 2021             |                                                                          |                                  |
| Vicepresidència tercera                                                        | Teresa Ribera Rodríguez 12 de juliol de 2021 -                           |                                                                          |                                  |
| Vicepresidència quarta                                                         |                                                                          | Teresa Ribera Rodríguez 13 de gener de 2020 - 12 de juliol de 2021       |                                  |
| Vicepresidència quarta                                                         | Se suprimeix el càrrec el juliol del 2021.                               |                                                                          |                                  |
| Ministeris                                                                     |                                                                          |                                                                          |                                  |
| Portaveu                                                                       |                                                                          | María Jesús Montero Cuadrado 13 de gener de 2020 - 12 de juliol de 2021  |                                  |
| Portaveu                                                                       | Isabel Rodríguez García 12 de juliol de 2021 -                           |                                                                          |                                  |
| Afers Exteriors, Unió Europea i Cooperació                                     |                                                                          | María Aránzazu González Laya 13 de gener de 2020 - 12 de juliol de 2021  |                                  |
| Afers Exteriors, Unió Europea i Cooperació                                     | José Manuel Albares Bueno 12 de juliol de 2021 -                         |                                                                          |                                  |
| Justícia                                                                       |                                                                          | Juan Carlos Campo Moreno 13 de gener de 2020 - 12 de juliol de 2021      |                                  |
| Justícia                                                                       | María Pilar Llop Cuenca 12 de juliol de 2021 -                           |                                                                          |                                  |
| Defensa                                                                        |                                                                          | María Margarita Robles Fernández 13 de gener de 2020 -                   |                                  |
| Hisenda (2020-2021) Hisenda i Funció Pública (2021-)                           |                                                                          | María Jesús Montero Cuadrado 13 de gener de 2020 -                       |                                  |
| Interior                                                                       |                                                                          | Fernando Grande-Marlaska Gómez 13 de gener de 2020 -                     |                                  |
| Transports, Mobilitat i Agenda Urbana                                          |                                                                          | José Luis Ábalos Meco 13 de gener de 2020 - 12 de juliol de 2021         |                                  |
| Transports, Mobilitat i Agenda Urbana                                          | Raquel Sánchez Jiménez 12 de juliol de 2021 -                            |                                                                          |                                  |
| Educació i Formació Professional                                               |                                                                          | María Isabel Celaá Diéguez 13 de gener de 2020 - 12 de juliol de 2021    |                                  |
| Educació i Formació Professional                                               | María del Pilar Alegría Continente 12 de juliol de 2021 -                |                                                                          |                                  |
| Treball i Economia Social                                                      |                                                                          | Yolanda Díaz Pérez 13 de gener de 2020 -                                 |                                  |
| Indústria, Comerç i Turisme                                                    |                                                                          | María Reyes Maroto Illera 13 de gener de 2020 -                          |                                  |
| Agricultura, Pesca i Alimentació                                               |                                                                          | Luis Planas Puchades 13 de gener de 2020 -                               |                                  |
| Presidència, Relacions amb les Corts i Memòria Democràtica                     |                                                                          | María del Carmen Calvo Poyato 13 de gener de 2020 - 12 de juliol de 2021 |                                  |
| Presidència, Relacions amb les Corts i Memòria Democràtica                     | Félix Bolaños García 12 de juliol de 2021 -                              |                                                                          |                                  |
| Política Territorial i Funció Pública (2020-2021) Política Territorial (2021-) |                                                                          | Carolina Darias San Sebastián 13 de gener de 2020 - 27 de gener de 2021  |                                  |
| Política Territorial i Funció Pública (2020-2021) Política Territorial (2021-) | Miquel Octavi Iceta Llorens 27 de gener de 2021 - 12 de juliol de 2021   |                                                                          |                                  |
| Política Territorial i Funció Pública (2020-2021) Política Territorial (2021-) | Isabel Rodríguez García 12 de juliol de 2021 -                           |                                                                          |                                  |
| Transició Ecològica i Repte Demogràfic                                         |                                                                          | Teresa Ribera Rodríguez 13 de gener de 2020 -                            |                                  |
| Cultura i Esports                                                              |                                                                          | José Manuel Rodríguez Uribes 13 de gener de 2020 - 12 de juliol de 2021  |                                  |
| Cultura i Esports                                                              | Miquel Octavi Iceta Llorens 12 de juliol de 2021 -                       |                                                                          |                                  |
| Afers Econòmics i Transformació Digital                                        |                                                                          | Nadia María Calviño Santamaría 13 de gener de 2020 -                     |                                  |
| Sanitat                                                                        |                                                                          | Salvador Illa Roca 13 de gener de 2020 - 27 de gener de 2021             |                                  |
| Sanitat                                                                        | Carolina Darias San Sebastián 27 de gener de 2021 -                      |                                                                          |                                  |
| Ciència i Innovació                                                            |                                                                          | Pedro Francisco Duque Duque 13 de gener de 2020 - 12 de juliol de 2021   |                                  |
| Ciència i Innovació                                                            | Diana Morant Ripoll 12 de juliol de 2021 -                               |                                                                          |                                  |
| Drets Socials i Agenda 2030                                                    |                                                                          | Pablo Iglesias Turrión 13 de gener de 2020 - 31 de març de 2021          |                                  |
| Drets Socials i Agenda 2030                                                    | Ione Belarra Urteaga 31 de març de 2021 -                                |                                                                          |                                  |
| Igualtat                                                                       |                                                                          | Irene María Montero Gil 13 de gener de 2020 -                            |                                  |
| Consum                                                                         |                                                                          | Alberto Carlos Garzón Espinosa 13 de gener de 2020 -                     |                                  |
| Inclusió, Seguretat Social i Migracions                                        |                                                                          | José Luis Escrivá Belmonte 13 de gener de 2020 -                         |                                  |
| Universitats                                                                   |                                                                          | Manuel Castells Oliván 13 de gener de 2020 -20 de desembre de 2021       |                                  |
| Universitats                                                                   | Joan Subirats Humet 20 de desembre de 2021 -                             |                                                                          |                                  |

## Canvis en el govern
Pablo Iglesias va deixar el Govern de l'Estat el 30 de març de 2021 per disputar a Isabel Díaz Ayuso les eleccions a l'Assemblea de Madrid de 2021, davant els mals resultats que pronosticaven les enquestes a una candidatura que havia d'encapçalar Isabel Serra, i Nadia Calviño va passar a ocupar la vicepresidenta segona en lloc de la tercera, que va passar a mans de Yolanda Díaz, i Ione Belarra Urteaga el Drets Socials i Agenda 2030.
Després dels mals resultats del Partit Socialista Obrer Espanyol (PSOE) a Eleccions a l'Assemblea de Madrid de 2021, amb la incontestable victòria de la popular Isabel Díaz Ayuso i en les què el seu partit va quedar tercer per darrere de Més Madrid, i davant el creixement del Partit Popular a les enquestes, el 12 de juliol de 2021 el president del Govern Pedro Sánchez va remodelar el seu executiu amb la sortida de Carmen Calvo i el seu reemplaçament per Nadia Calviño com a vicepresidenta primera, la segona vicepresidència passà a mans de Yolanda Díaz, i la tercera a Teresa Ribera, desapareixent la quarta, la Portaveu del govern va passar a ser Isabel Rodríguez, el Ministeri de Política Territorial i Funció Pública a Isabel Rodríguez, el Ministeri d'Afers Exteriors, Unió Europea i Cooperació va passar a mans de José Manuel Albares, el Ministeri de Justícia a Pilar Llop, el Ministeri de Transports, Mobilitat i Agenda Urbana a Raquel Sánchez Jiménez, el Ministeri d'Educació i Formació Professional a Pilar Alegría, el Ministeri de Ciència i Innovació a Diana Morant i Félix Bolaños va passar al capdavant del Ministeri de la Presidència.
El desembre de 2021 Manuel Castells va deixar l'executiu espanyol per motius personals, sent rellevat per Joan Subirats.